# Butte du Castel
La butte du Castel est une motte fossoyée, dernier vestige du château féodal, qui se dresse sur le territoire de l'ancienne commune française de Marigny, dans le département de la Manche, en région Normandie. La motte est inscrite au titre des monuments historiques.

## Localisation
La motte castrale est située au lieu-dit la Butte du Castel, à 200 m au sud-ouest du bourg de Marigny, sur la route en direction du lieu-dit le Poteau au point le plus bas à gauche, près du hameau de Saint-Benoît, sur le territoire de la commune nouvelle de Marigny-Le-Lozon, dans le département français de la Manche.

## Historique
Au XIVe siècle, le seigneur de Camprond, d'après des aveux rendus au roi, devait pour la seigneurie de Marigny passer une nuit à la porte du château de Marigny, dans la rue du nord, avec trois flèches ferrées.
Le château disparu aux XVIe ou XVIIe siècles.

## Description
Il subsiste la motte et fossés.

## Protection
La motte castrale est inscrite au titre des monuments historiques par arrêté du 13 août 1984.